# Jacqui Safra
Jacqui (Jacob) Eli Safra (c. 1940) es un inversor suizo, descendiente de la familia sirio-suiza de banca judía Safra.
 Es sobrino de Edmond Safra.
Algunos de sus inversiones incluyen Encyclopædia Britannica, Merriam-Webster, y Viñedos Spring Mountain, una gran propiedad vitícola situada en St. Helena, California. En 1989 adquirió el Codex Sassoon, y el 17 de mayo de 2023 lo oferto en subasta a través de Sotheby's.
Bajo el nombre de J.E. Beaucaire (el nombre del personaje interpretado por Bob Hope en la película Monsieur Beaucaire), Safra apareció en pequeños papeles en tres películas y financió ocho más de Woody Allen a través de una compañía de producción, Sweetland Films, junto con su novia Jean Doumanian, quien fue una gran amiga de Allen.

## Filmografía

### Actor
- Stardust Memories (1980) - Sam
- Radio Days (1987) - Estudiante de dicción
- Oxen (1991) - Dueño de la tienda

### Productor ejecutivo
- Oxen (1991)
- Bullets Over Broadway (1994)
- Don't Drink the Water (1994) (TV)
- Mighty Aphrodite (1995)
- Everyone Says I Love You (1996)
- Wild Man Blues (1997)
- Deconstructing Harry (1997)
- The Spanish Prisoner (1997)
- Into My Heart (1998)
- Celebrity (1998)
- Sweet and Lowdown (1999)
- Women Talking Dirty (1999)
- Just Looking (1999)
- Small Time Crooks (2000)